# 第二次世界大戰期間的波蘭軍事史
1939年9月1日，德国入侵波兰，标志着第二次世界大战欧洲战场的开端；随后的9月17日，苏联也发动了对波兰的入侵。由于敌方压倒性的实力和己方盟友的背叛，波兰陆军在作战一个多月后被击败。然而波兰官方从未投降：在波兰全境被占领后，波蘭流亡政府在英国宣告成立。此外，波兰还在海外成立了军队和情报机构。整个二战期间，波兰的流亡政府、军队和情报机构为盟军贡献甚多。波兰人在西线战场成立了西线军队，而在德国入侵苏联后，东线同样成立了波兰部队。
波兰人在陆战、海战和空战中为盟军作战，对盟军的的胜利做出了突出贡献。波兰空军的作战尤为令人瞩目：他们不仅在不列顛戰役中为盟军取得胜利，也参加了盟军后来的空战。波兰的地面部队参与了北非戰場托布魯克圍城戰；之后参与了意大利攻防战的一系列战役，是卡西诺战役中最终攻陷山顶修道院的部队。盟军在诺曼底登陆后，波兰陆军参加了法萊茲包圍戰，一个旅在市場花園行動中空降作战，其后有一个师协同盟军进攻德国本土。东线战场的波兰部队由苏联指挥，与苏联红军在对白俄罗斯、乌克兰和波兰的进攻中共同作战。其后，波兰部队协同红军渡过维斯瓦河向奥德河推进，最终攻占柏林。波兰人还做出了许多幕后的贡献，其中最为著名的是在战前和战时破解德军密码。以“波兰三杰”（马里安·雷耶夫斯基、耶日·鲁日茨基、亨里克·佐加尔斯基）为代表的波兰密码学家为破解恩尼格玛密码机奠定了基础。此外，波兰情报机构为盟军提供了极具价值的情报。
和占领法国时不同，纳粹德国并未在波兰建立傀儡政權。与之相反，波兰完全由德国直接统治，其领土大部分直接并入纳粹德国，其余部分为波蘭總督府单独管辖的领地。抵抗德国统治的波蘭地下國不仅是三大游击队组织之一，[b]还是一个地下政府，在其它占领国中几乎没有这样的政府组织。
作为整体而言的波兰军队是盟军在欧洲的第5大军队，仅次于苏联、美国、英国和法国的军队。[a]

## 波兰战役
1939年9月，波兰遭到了納粹德國、苏联及一小股斯洛伐克部队的入侵，标志着第二次世界大战欧洲战场的序幕。
1939年8月24日，苏德双方签订互不侵犯条约，条约以一系列秘密附加议定划分了两国在北歐和中欧的势力范围。一周后的9月1日，德国入侵波兰；9月3日，出于苏德互不侵犯条约的秘密附加议定书的条款，德国方面告知苏联德国军队已接近苏联在波兰的利益区，并怂恿苏联将部队开进己方的利益区。苏联为德军进攻的速度感到惊讶，他们原本估计一场入侵需要花费数周时间准备，而不是短短几天就能完成。不过，苏联仍旧承诺会尽快出兵。 9月17日，苏联红军入侵波兰，迫使波兰政府和军队放弃长期固守罗马尼亚桥头堡地区的计划。波兰陆军的最后残部于10月初投降。10月6日，德国和苏联占领波兰全境，波兰战役结束。
参与波兰战役的德苏两国部队在布列斯特举办了联合阅兵式，随后在利沃夫举行胜利游行。后来德国和苏联以交换战俘的形式继续合作。根据拉夫连季·贝利亚1939年10月3日对内务人民委员部下达的命令，苏联以46,000名波兰战俘交换了德国关押的44,000名波兰战俘。
波兰战役造成德军10,600人阵亡、3,400人失踪和30,000人受伤；674辆战车损毁，其中200余辆战车完全报废；德军还损失了300余辆装甲车，6,046台各式车辆和5,538辆摩托车。苏联方面的损失有多种不同的估计，约有3,000-10,000人阵亡，失踪或被俘。波兰付出了惨痛的代价：波兰军队有63,000-66,000人阵亡，130,000多人受伤，超过60万人被德苏两国俘虏；约有150,000至200,000名波兰平民在战役中丧生。

## 援助犹太人

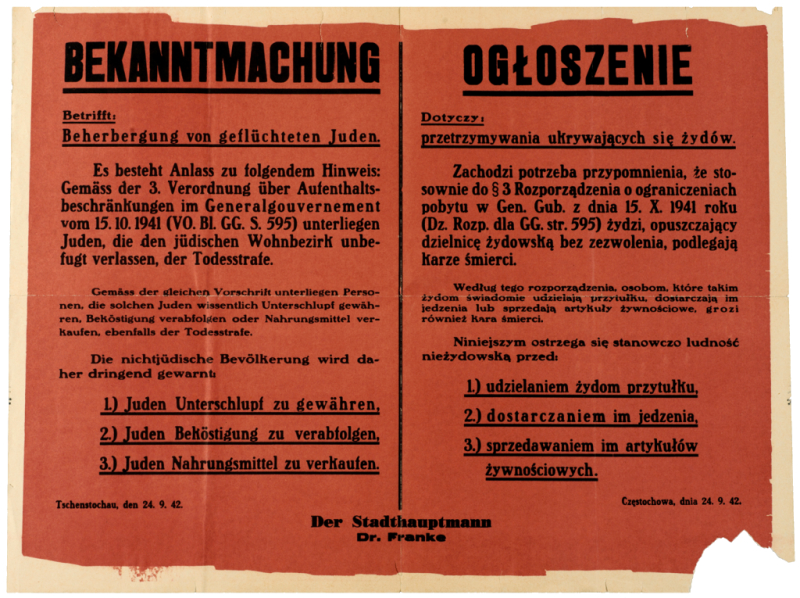
1942年波兰总督府颁布告示，宣布对波兰境内的犹太人援助者处以死刑。

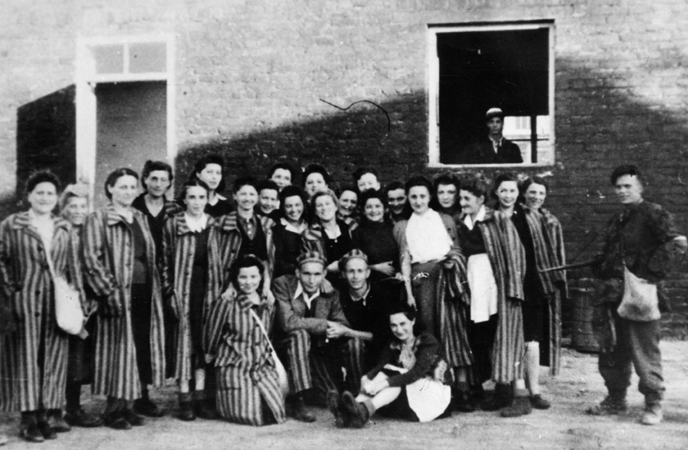
1944年华沙起义中，波兰救国军从鹅街监狱解救的犹太人。

在德国占领期间，有一大批波兰人冒着生命危险拯救犹太人。德占波兰是全欧洲唯一将犹太人营救者乃至其全家处以死刑的地区。据统计，整个二战期间约有5万名非犹太波兰人因援助犹太人被纳粹处决。尽管有如此风险，波兰是唯一一个组织专门的犹太人援救组织的德占国家。 代号“热戈塔委员会”的援救组织为犹太人提供食物、避难所、医药、资金以及伪造文件。热戈塔委员会的大部分资金由位于英国的波蘭流亡政府直接提供。很多波兰的神职人员及其它其它人士以个人名义为犹太人提供了各种援助。例如，伊雷娜·森德勒领导的热戈塔委员会儿童部门将犹太儿童安置在波兰家庭中，或是由华沙的玛丽亚之家姊妹会孤儿院（Warsaw orphanage of the Sisters of the Family of Mary）收养，拯救了2,500名犹太儿童；一些天主教會团体也参与了援助，譬如圣母无沾原罪小婢女姊妹会（Little Sister Servants of the Blessed Virgin Mary Conceived Immaculate）等组织。
波兰的犹太人大屠杀幸存者据估计约有50,000-120,000人，其中半数是热戈塔委员会救出的。也有估计认为波兰的大屠杀幸存者人数达到了20万人乃至35万人之多。据研究，每救出一个犹太人平均需要10个波兰人为之努力。战后以色列授予世界各国拯救犹太人免遭屠杀的非犹太人“國際義人”称号，其中有6,339名波兰义人，为各国中最多，超过目前承认的义人总数（22,765人）的四分之一。

## 波兰抵抗运动
波兰救国军是德占波兰地区主要的抵抗力量，在其巅峰时期约有40万名战士，以及更为众多的支持者。救国军在二战中的大多数时刻位列三大抵抗组织之一。[b]救国军的行动与波蘭流亡政府协调，主要从事破坏、干扰和情报收集工作。 1943年以前，救国军的活动非常有限。救国军计划将有限的资源投入到未来的冲突中，避免自杀式的斗争。随着东线战场苏联红军节节胜利，纳粹的统治开始动摇，波兰救国军与纳粹的冲突急剧增加。救国军发动了全国范围内的反纳粹起义——“风暴行动”。在此之前，救国军发动了上千次突袭和情报任务，爆破了数百次铁路货运，参加了与德国警察和国防军部队的多次冲突和战斗，实施了数万起破坏德国工业的行为。救国军还发起了一系列暗杀盖世太保官员的“惩戒”行动。1941年德国入侵苏联后，波兰救国军协助苏联作战：他们破坏德国向苏联领土的进军，还为苏联提供德军部队部署和调动的情报。 1943年后，救国军的直接作战行动急剧增加。波兰游击队在1942年平均每月造成250–320名德国人伤亡；到了1944年初，这一数字上升到每月850–1,700人。

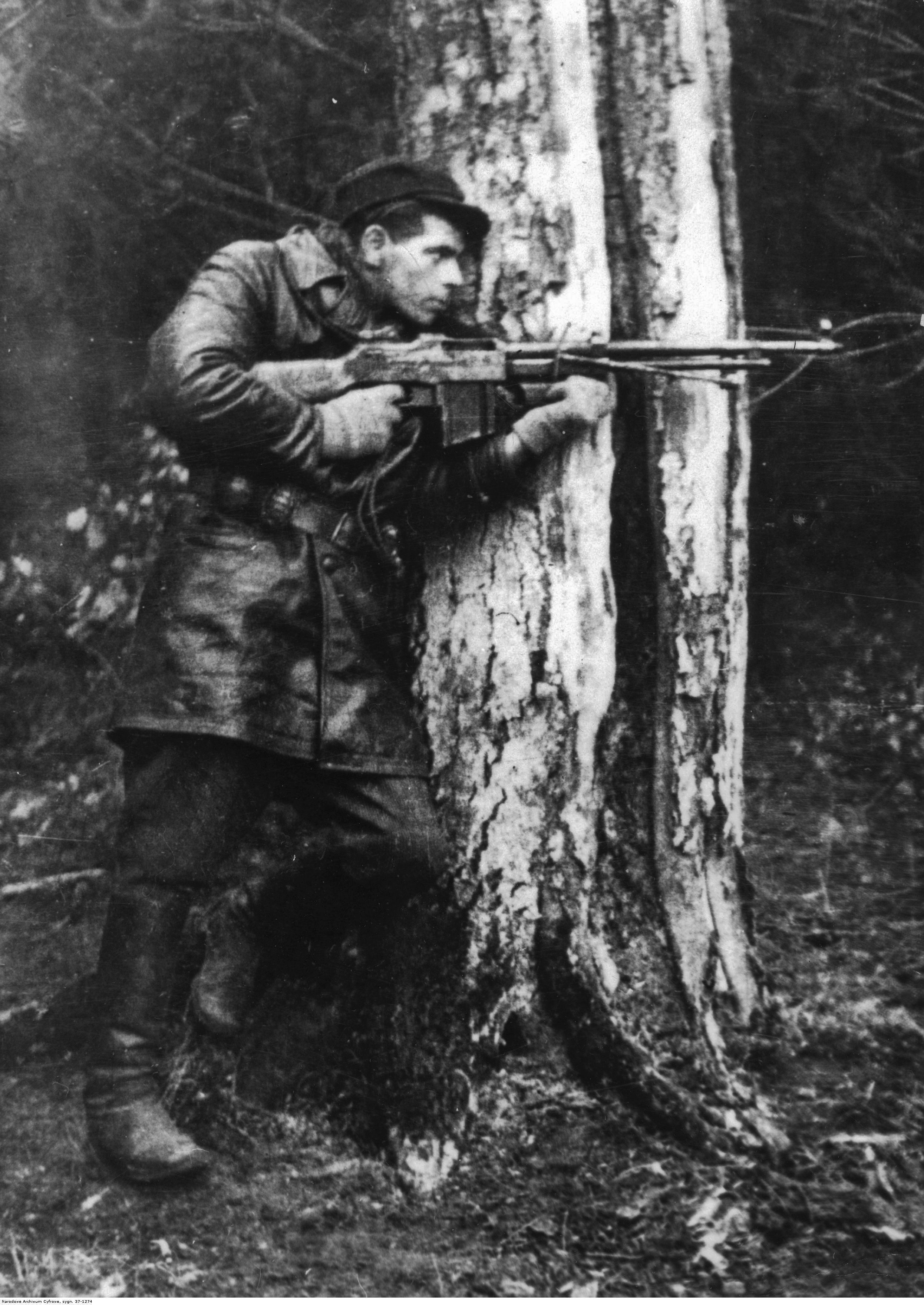
波兰救国军“小安德鲁游击队”成员，丛林游击队队员季斯瓦夫·德·维尔（Zdzisław de Ville，代号"Zdzich"）正使用白朗寧Wz. 1928自動步槍。

在波兰救国军之外，还有一支名叫“国家武装部队”（Narodowe Siły Zbrojne，简称NSZ）的极端民族主义抵抗组织，立场强烈反共。 NSZ参与了对德国部队的战斗，在多场小冲突中取胜。自1943年起，NSZ的部分单位参加了与共产主义抵抗组织“人民近卫军”的斗争。1944年，NSZ认定不断逼近的苏联红军同样属于占领军，对苏联部队和苏联支持的游击队组织发起战斗。到了战争末期，苏联游击队员开始攻击波兰游击队员、波兰游击队支持者及波兰平民，所有非共产主义的波兰游击队组织加入对抗苏联的行动。
人民军是一支代理苏联的抵抗力量，和波蘭流亡政府没有关联，而是和苏联结盟。1944年7月，波兰人民军被整合入人民近卫军，约有6,000名士兵。
波兰犹太人成立了多支独立的抵抗组织，包括右翼团体“犹太军事联盟” （Żydowski Związek Walki，简称ŻZW）和更为亲苏的猶太戰鬥組織等。这些组织相互之间极少合作，它们与波兰抵抗运动的关系也大相径庭。有些组织偶尔和抵抗运动合作（主要是ŻZW与救国军之间）；还有的组织和抵抗运动有着武装冲突，尤其是猶太戰鬥組織和NSZ之间。
其它值得一提的波兰抵抗组织包括“农民营”（Bataliony Chłopskie，简称BCh），为救国军的盟友，其成员主要为农民。1944年农民营的发展达到巅峰，拥有115,543名成员。另一方面，波蘭總督府旗下的波兰警察部门在抵抗运动扮演的角色一直存在争议。波兰警察曾数次和纳粹协作迫害犹太人社区，但同时有一些警察官员秘密支持地下抵抗组织。
整个二战期间，德国被迫将大量的军队投入波兰，以维持对波兰的控制：

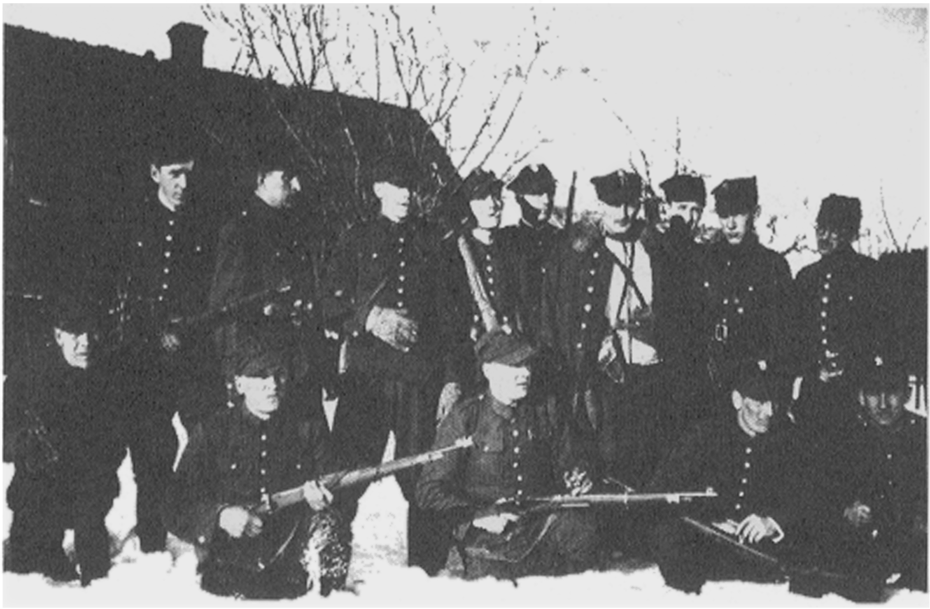
1940年冬季，亨利克·多布赞斯基上校与手下的游击队员合影。多布赞斯基上校以代号“胡巴尔”（Hubal）率领游击队作战，是波兰乃至整个二战欧洲战场最早的游击队员之一。

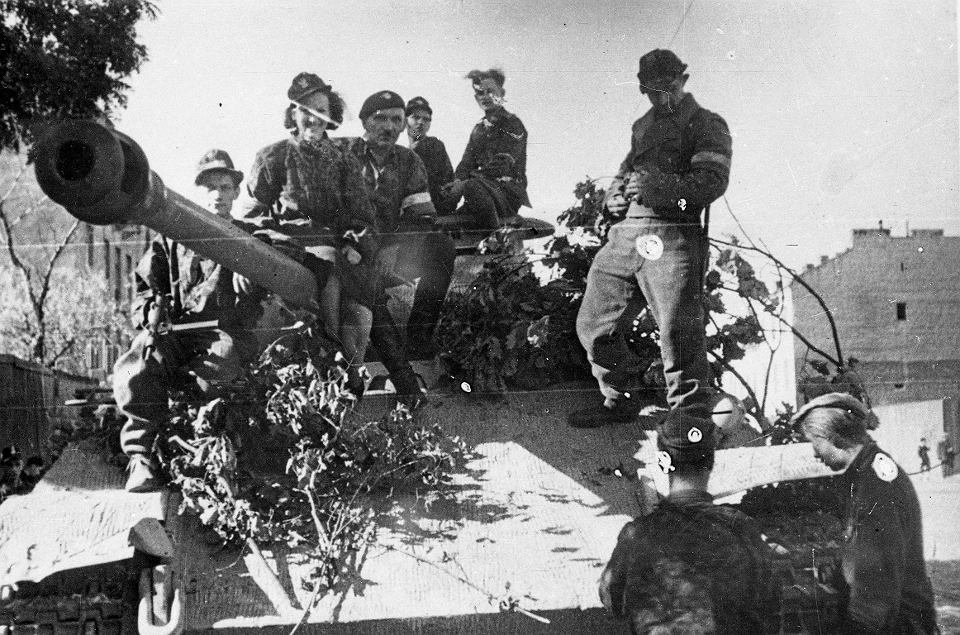
瓦茨瓦夫·米祖塔领导的佐什卡营装甲排与俘获的德国豹式坦克。

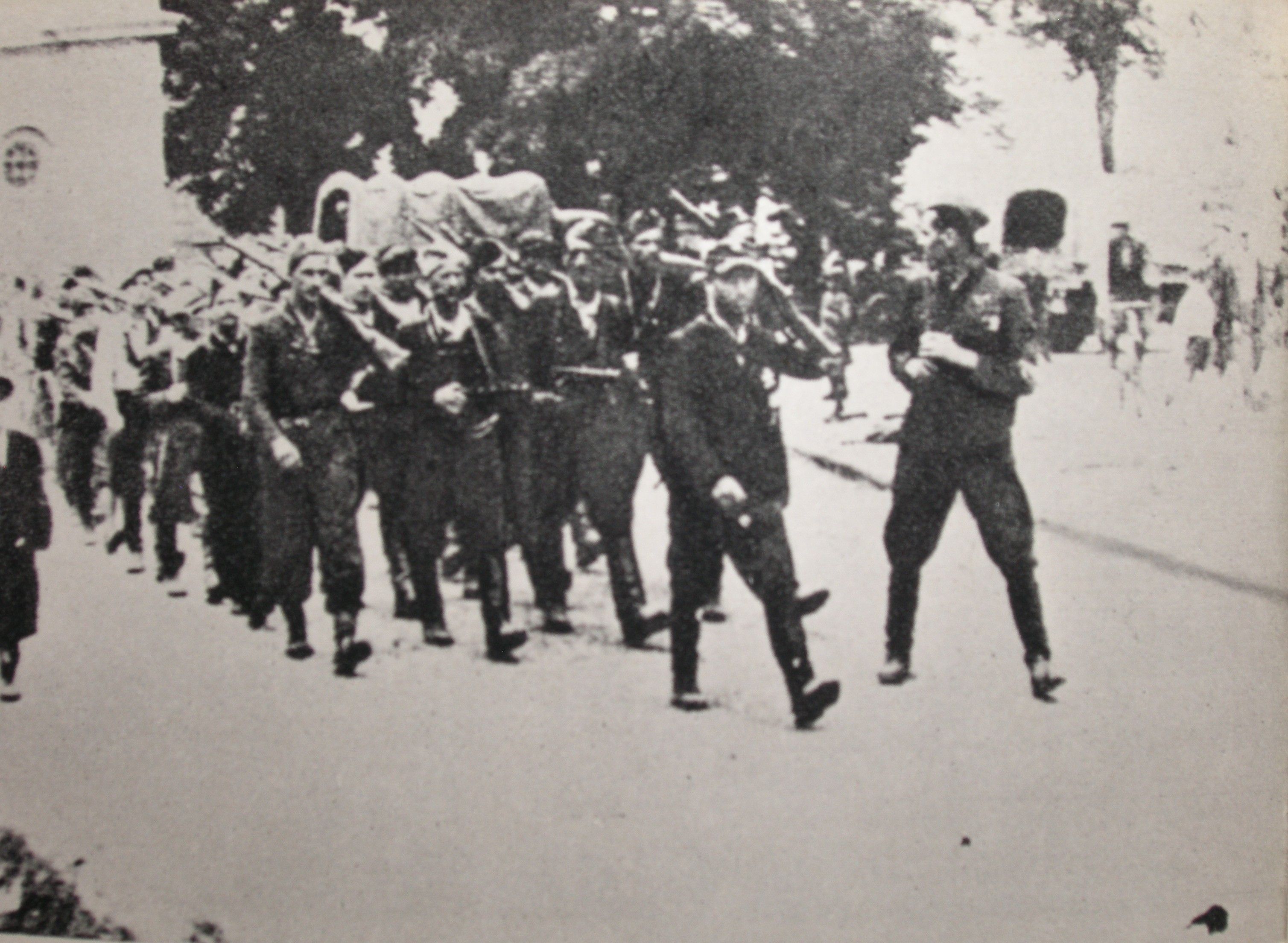
1944年，救国军“柳条筐”（Wiklina）部队进入扎莫希奇。

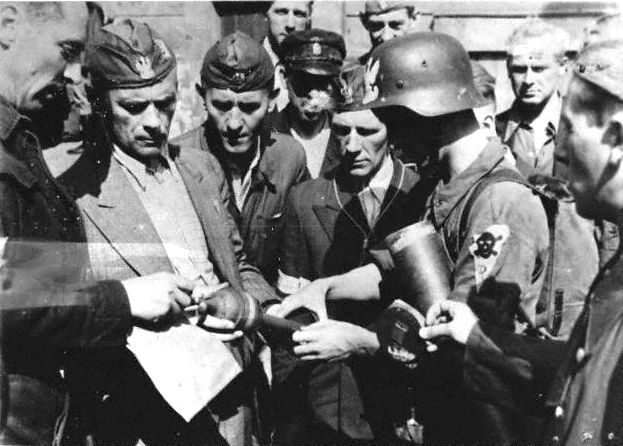
1944年华沙起义期间，克里巴团团长西普里安·奥多尔基耶维奇检查PIAT反坦克发射器的弹药。

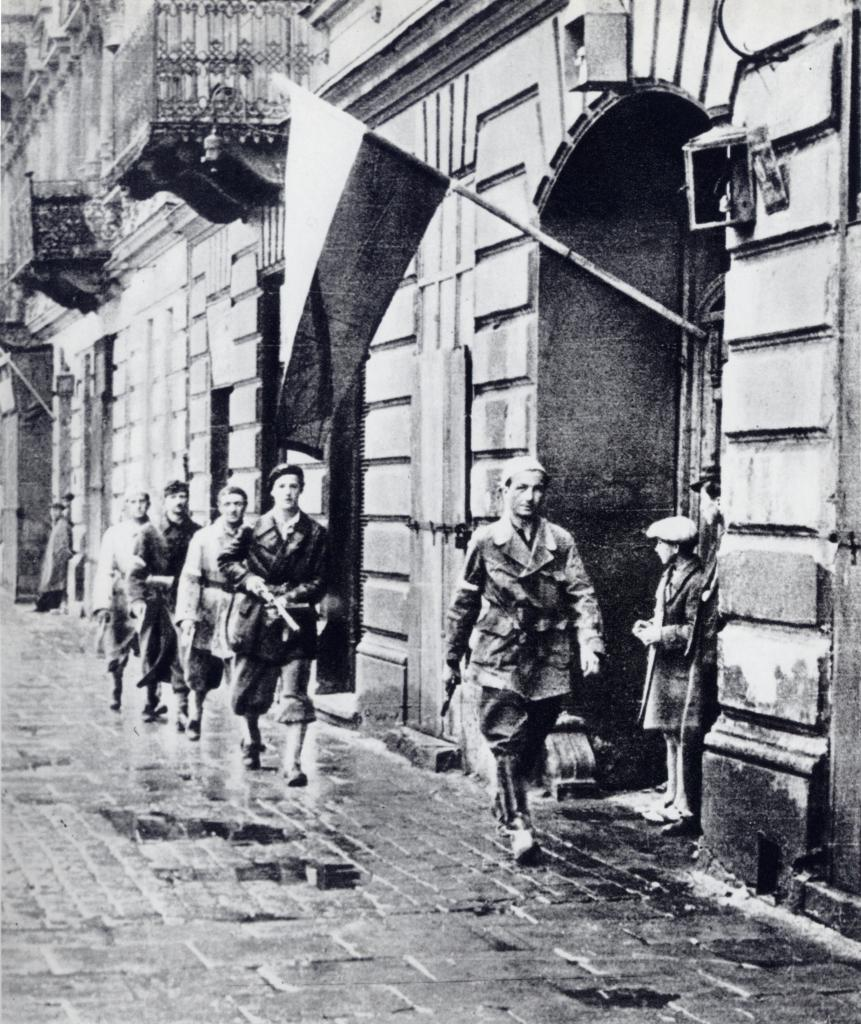
华沙起义“W时刻”（1944年8月1日17:00），“拳头营”（Batalion Pięść）中尉斯坦尼斯瓦夫·扬科夫斯基率领的巡逻队。

| 时间       | 德意志國防軍               | 警察与党卫队 （仅计入德国部队） | 总数      |
| ---------- | -------------------------- | ------------------------------- | --------- |
| 1939年10月 | 550,000                    | 80,000                          | 630,000   |
| 1940年4月  | 400,000                    | 70,000                          | 470,000   |
| 1941年6月  | 2,000,000 （德国入侵苏联） | 50.000                          | 2,050,000 |
| 1942年2月  | 300,000                    | 50,000                          | 350,000   |
| 1943年4月  | 450,000                    | 60,000                          | 510,000   |
| 1943年11月 | 550,000                    | 70,000                          | 620,000   |
| 1944年4月  | 500,000                    | 70,000                          | 570,000   |
| 1944年9月  | 1,000,000                  | 80,000                          | 1,080,000 |

| 行动类别                     | 次数统计 |
| ---------------------------- | -------- |
| 毁坏铁路机车                 | 6,930辆  |
| 阻碍铁路机车修复             | 803辆    |
| 造成脱轨                     | 732次    |
| 对运输队纵火                 | 443次    |
| 毁坏铁路车辆                 | 19,058辆 |
| 炸毁铁路桥                   | 38座     |
| 破坏华沙电网电力供应         | 638次    |
| 损坏或摧毁军用车辆           | 4,326辆  |
| 损坏飞机                     | 28架     |
| 摧毁燃料罐                   | 1,167个  |
| 销毁燃料                     | 4,674吨  |
| 封堵油井                     | 5座      |
| 销毁刨花                     | 150车皮  |
| 烧毁军事商店                 | 130间    |
| 破坏工厂生产                 | 7次      |
| 在飞机引擎中制造故障         | 4,710起  |
| 在炮管中制造故障             | 203起    |
| 在炮弹中制造故障             | 92,000起 |
| 在空中交通无线电台中制造故障 | 107起    |
| 在压缩机中制造故障           | 70,000起 |
| 在机床中制造故障             | 1,700起  |
| 破坏工厂的重要机械           | 2,872起  |
| 其它破坏行为                 | 25,145起 |
| 计划暗杀德国人               | 5,733次  |

## 情报

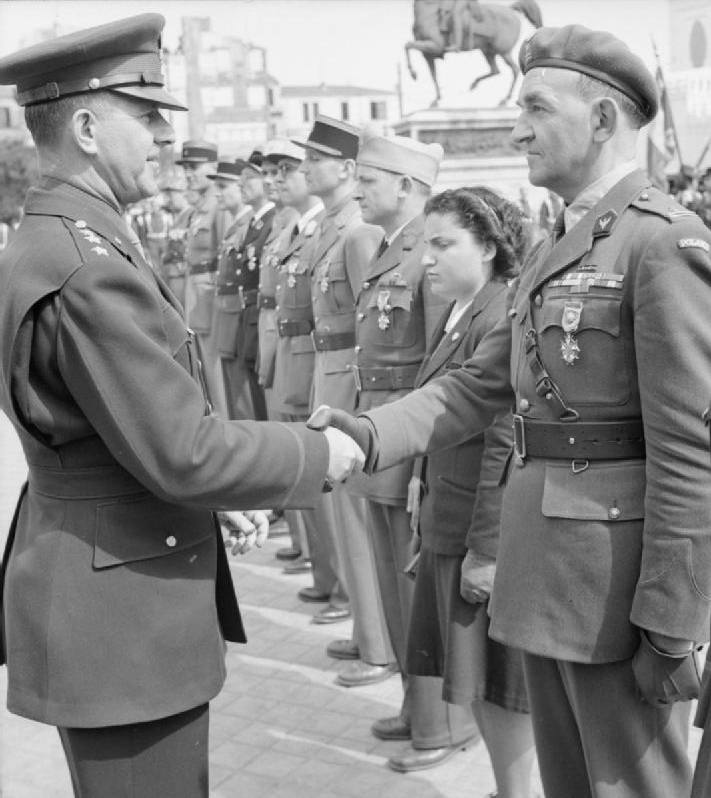
雅各布·L·德弗斯将军正授予梅齐斯瓦夫·斯沃维科夫斯基少校功绩勋章 (美国)，以表彰其在北非战役中对盟军做出的无价贡献。

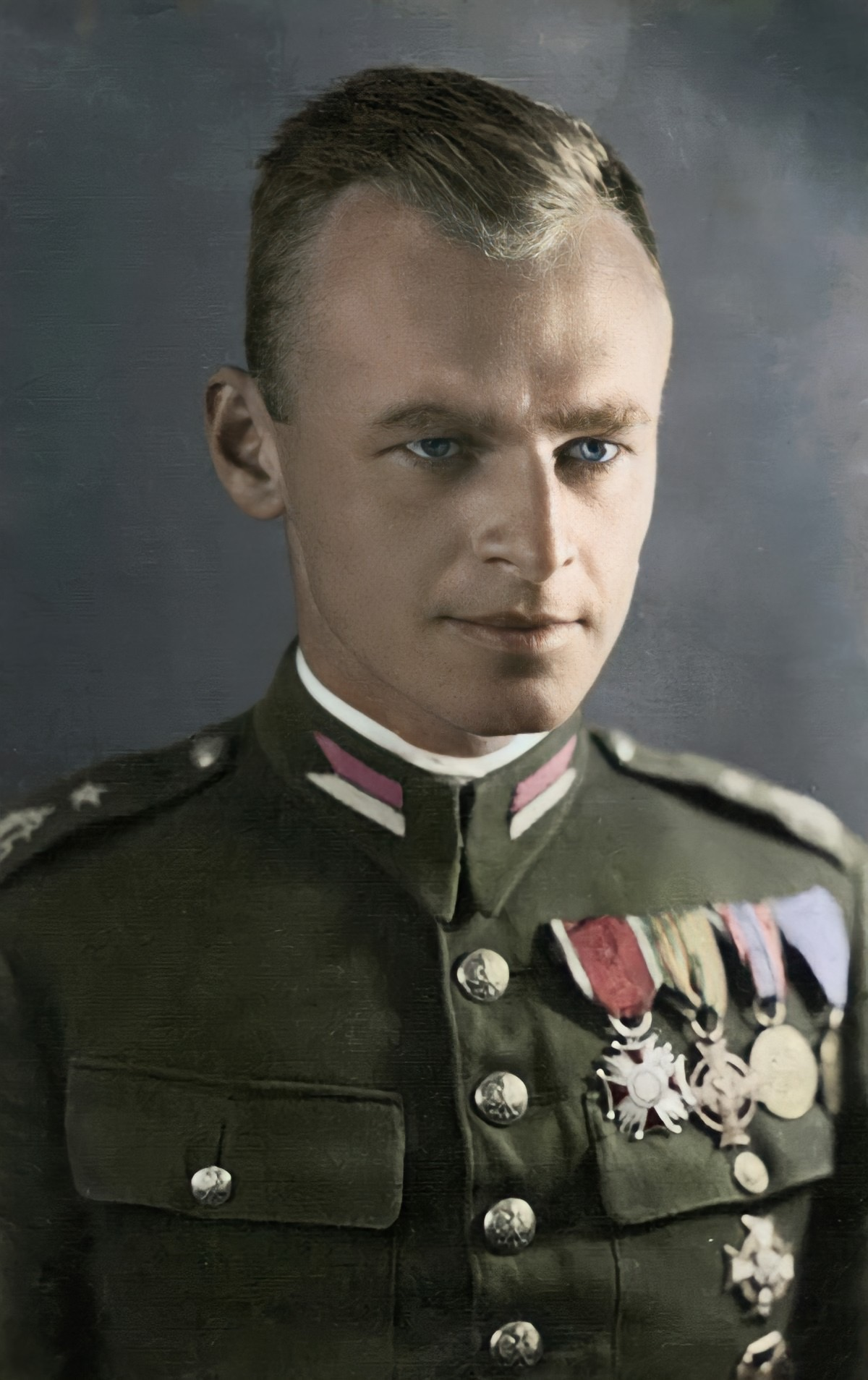
威托德·皮雷茨基，二战期间为波蘭陸軍军官和情报员。皮雷茨基曾刻意被德军逮捕至奥斯威辛集中营，其后成功逃脱。皮雷茨基根据自己的经历和调查撰写的威托德报告是盟军关于奥斯威辛集中营和猶太人大屠殺最早的详细情报。

1932年12月到二战开始的6年半时间里，被后世称作“波兰三杰”的三位波兰密码学家——马里安·雷耶夫斯基、亨里克·佐加尔斯基与耶日·鲁日茨基，在华沙的波兰总参谋部密码局开发了一系列破解德国恩尼格玛军用密码的方法：鲁日茨基的“时钟法”、雷耶夫斯基的“循环机”和“卡片目录”、佐加尔斯基的“打孔表”等。雷耶夫斯基研制了一款专门用于破解密码的电子-机械计算机“炸弹机”（Bomba），是英国布萊切利園“炸弹”机（Bombe）的前身。1939年7月25日，波兰在华沙以南皮里区附近的卡巴提森林向英国和法国公布了密码研究的成果。此时距离德国入侵波兰不到五周；而在此之前，英法两国破解恩尼格玛军用密码的所有尝试都失败了。有观点认为，假如波兰未公开这些成果，英国对恩尼格玛密码根本无法下手，最终的密码破解更是无从谈起。由破译轴心国密码获得的情报被称作“Ultra”，尽管关于其在盟军胜利中的具体作用仍存在争议，但Ultra无疑影响了二战的进程。

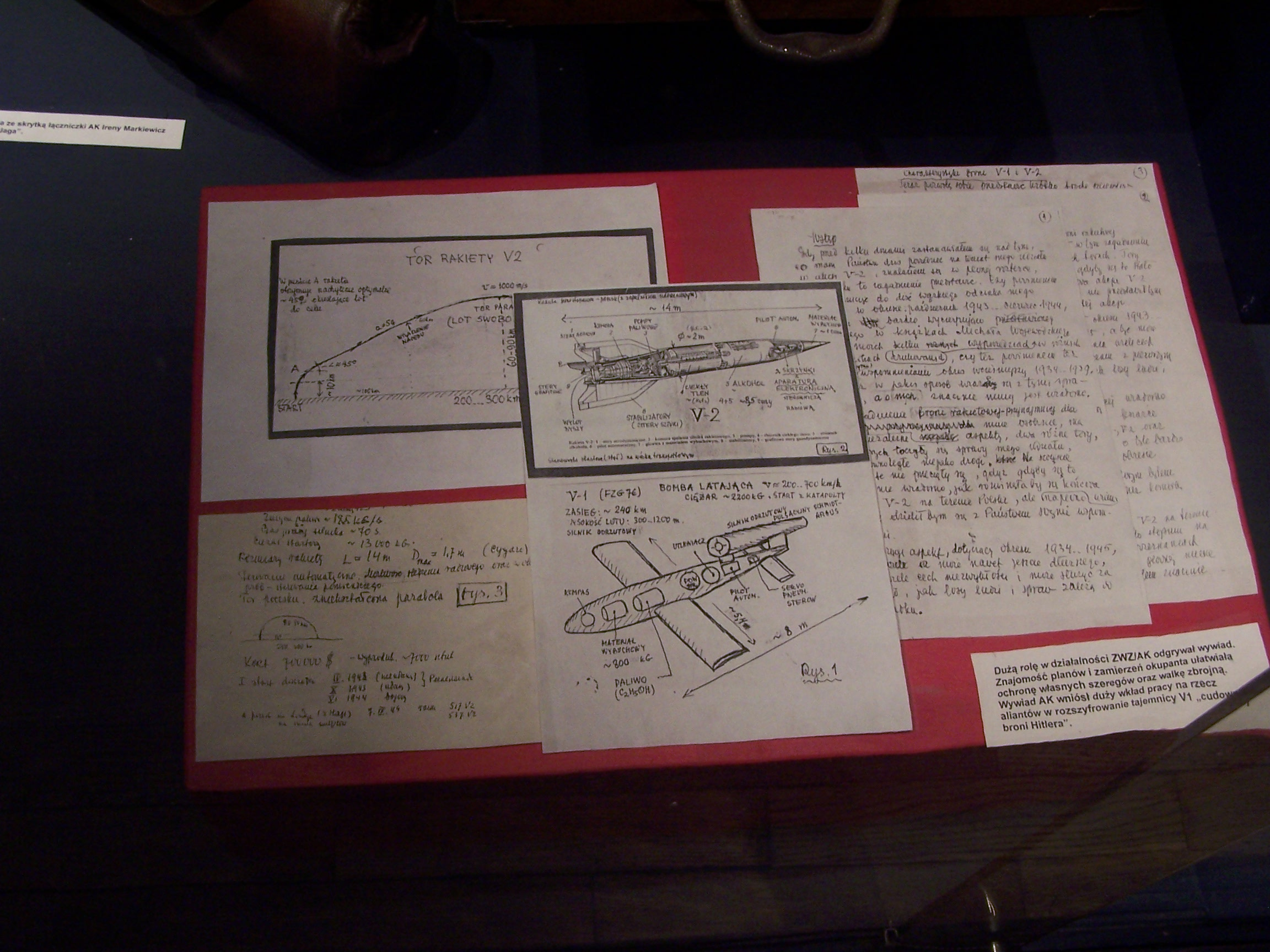
波兰救国军与V-1和V-2火箭中的火箭示意图。

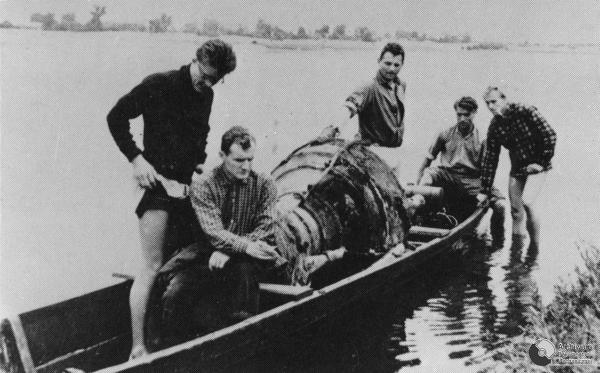
波兰救国军从西布格河中打捞V-2火箭的发动机

波兰救国军收集的情报在定位与摧毁德国佩内明德火箭基地的过程中发挥了关键作用，对于盟军收集德国V-1火箭和V-2火箭的信息做出了重要贡献。1944年5月30日，一枚V-2火箭在萨尔纳基的德国火箭测试设施附近坠入西布格河中。救国军将这枚火箭打捞上来，回收其中的关键部件，并测绘了火箭中大尺寸部件的精细图纸。在1944年6月25日夜至26日凌晨的“桥梁三号行动”中，英國皇家空軍的一架C-47运输机在波兰马特岑附近的一座废弃机场降落，随后成功将火箭图纸和可运走的V-2零件从德占区运至伦敦。波兰救国军提供的图纸和回收的零件对盟军分析德国火箭、针对火箭改进防空体系起到了重要作用。
1941年7月，梅齐斯瓦夫·斯沃维科夫斯基（代号"Rygor"）成立了二战期间最成功的情报机构之一——“非洲情报局”（Agency Africa）。斯沃维科夫斯基的波兰同僚包括曾任波兰密码局主管的圭多·朗格尔中校；以及马克西米利安·切斯基少校，他在战前主管密码局的德国分部（“第四支部”），负责恩尼格玛密码机的破解工作。非洲情报局收集的信息帮助英军和美军制订了“火炬行動”两栖作战计划。火炬行动是二战中盟军首次大规模两栖登陆作战，其成功为盟军挺进意大利奠定了基础。
波兰的情报活动遍布所有欧洲国家，其中納粹德國的波兰情报网是德国境内最庞大的情报网之一。此外还有许多波兰人为其它盟军情报机构服务，譬如英国特别行动处的著名波兰特工克里斯蒂娜·斯卡贝克（化名“克里斯汀·格兰维尔”）。1939年至1945年间，英国情报机构自欧洲大陆搜集的情报中有43%来自波兰的信息源。直到1942年之前，英国掌握的来自德国的情报大部分是由波兰救国军报告提供的。救国军始终是英国在中欧和东欧的主要情报源，直到战争结束为止。
波兰救国军为盟军提供了有关納粹集中營的情报。早在1940年，威托德·皮雷茨基等波兰情报员就渗透入了包括奥斯维辛在内的德国集中营，并向全世界宣告纳粹的暴行。另一位重要的波兰情报人员杨·卡尔斯基向波蘭流亡政府和同盟国报告了德占波兰境内的情况，特别是華沙猶太區的毁灭以及纳粹秘密滅絕營的存在。
海因茨·杜德尔（Heinz Duthel）在著作中如此总结波兰的战时情报工作：“总体而言，波兰遍布欧洲的情报网——尤其重要的是德国境内的情报网——为盟军提供了有关德国战争行为几乎所有方面的信息。整个二战期间，英国情报机构收到了45,770份报告，其中的22,047份（将近半数）由波兰情报员提供。”

## 波兰西方军团

### 陆军

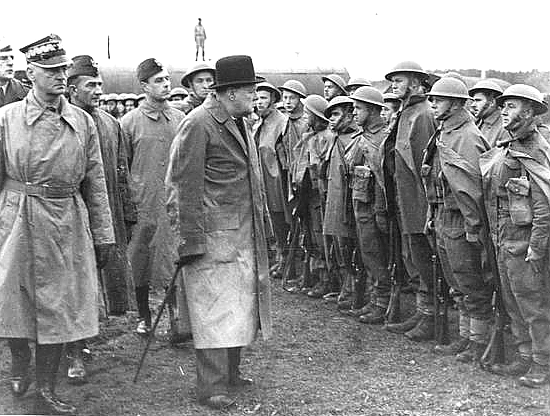
1943年，英国首相温斯顿·丘吉尔在英格兰检阅波兰士兵。

1939年波兰战役战败后，波蘭流亡政府迅速在法国组织了一支约7万5千人规模的新军团。 1940年，波兰高地旅参加了挪威的纳尔维克战役，还有两个波兰师（第一掷弹兵师及第二步兵火枪师）参加了法國戰役。此外，波兰还在组织一个摩托化旅和两个步兵师。大量自羅馬尼亞逃离的士兵在法屬敘利亞託管地落脚，成立了波兰独立喀尔巴阡旅。法国的波兰空军拥有86架飞机，其中一个半中队处于战斗状态，另外两个半中队在接受不同阶段的训练。
到了法国沦陷时，约有6,000名波兰士兵在战斗中阵亡，还有约13,000名波兰士兵被关押在瑞士。尽管如此，仍有约19,000名波兰军人（其中约25%为空军机组）成功从法国撤离，其中大多随其他盟军部队从法国西部撤退至英国。 1941年，根据波蘭流亡政府和斯大林的协议，苏联释放了关押的波兰公民。瓦迪斯瓦夫·安德斯上将在苏联用这些获释的波兰人成立了一支75,000人的军团。苏联未对这支军团的训练、装备和维持给予任何帮助，因此波兰流亡政府根据安德斯的建议，在1942年3月和8月将约80,000名士兵和约20,000名平民渡过裏海运至伊朗。波兰军团的到来使得在伊朗的苏联部队得以抽身参加其他前线的作战。 在中东，这支“安德斯军团”加入英国第八军团，成为波兰第2军.
波兰西方军团服从英军指挥。军团在1944年3月人数达195,000人，到了1944年底为165,000人，其中包括20,000名波兰空军和3,000名波蘭海軍。到二战结束时，西线战场的波兰部队人数为195,000人，1945年7月达228,000人，新增的人数大多为被释放的战俘和劳改犯。

### 空军
1939年的波蘭戰役是波兰空军的首场战役。尽管战斗机数量和质量均逊于德国空军，波兰空军仍在战役的最初两周活跃作战，为德国空军造成显著损失。德国空军在作战中有285架飞机被毁，279架被击伤；波兰空军则损失333架飞机。
德国占领波兰后，许多波兰飞行员经匈牙利前往法国。波兰空军在法國戰役中以一个战斗机中队（GC 1/145）与数支附属于法国中队的小部队参战，多次执行法国工业的防御飞行任务。共有133名飞行员参与法国战役，取得53-57场空战胜利（盟军胜利的7.93%），损失8人。
波兰飞行员随后参与了不列顛戰役，其中波兰第303战斗机中队取得了盟军各中队中最高的击坠数。自战争伊始，英國皇家空軍欢迎外籍飞行员的加入，以补充岌岌可危的英国飞行员兵源。1940年6月11日，波蘭流亡政府与英国政府签订协议，在英国成立一支波兰陆军和一支波兰空军。波兰在英国总共成立了10个战斗机中队，其中最早成立的两个中队在1940年8月投入战斗。四个波兰中队参与了不列颠空战：第300和第301轰炸机中队，以及第302与第303战斗机中队，共计有波兰飞行员89人。此外还有超过50名波兰飞行员在英国中队中作战，使得在不列颠上空作战的波兰飞行员总数达到145人。战前的波兰飞行员训练标准极为苛刻，而大多数波兰飞行员有在1939年波兰战役和1940年法国战役作战的经验，使波兰飞行员成为盟军经验最丰富的飞行员之一。第303中队以波兰与美国的民族英雄塔德乌什·柯斯丘什科将军命名，直到1940年8月30日才投入战斗，却取得了盟军所有战斗机中队中最高的击坠数（126架）。
1943年，波兰空军的一支部队（波兰战斗队，昵称“斯卡斯基马戏团”）参与了突尼斯的战斗。此外，波兰空军还参与了1940年-1945年的对德空袭。从1941年下半年到1942年初，波兰轰炸机中队占皇家空军轰炸机指挥部可用轰炸机的六分之一；但在作战中遭遇了严重损失，又几乎不可能得到补员。1940年到1945年，为轰炸机指挥部服役的波兰机组有929人阵亡。到1945年5月战事结束时，波兰击毁了629架轴心国飞机，约有19,400名波兰人为皇家空军服役。

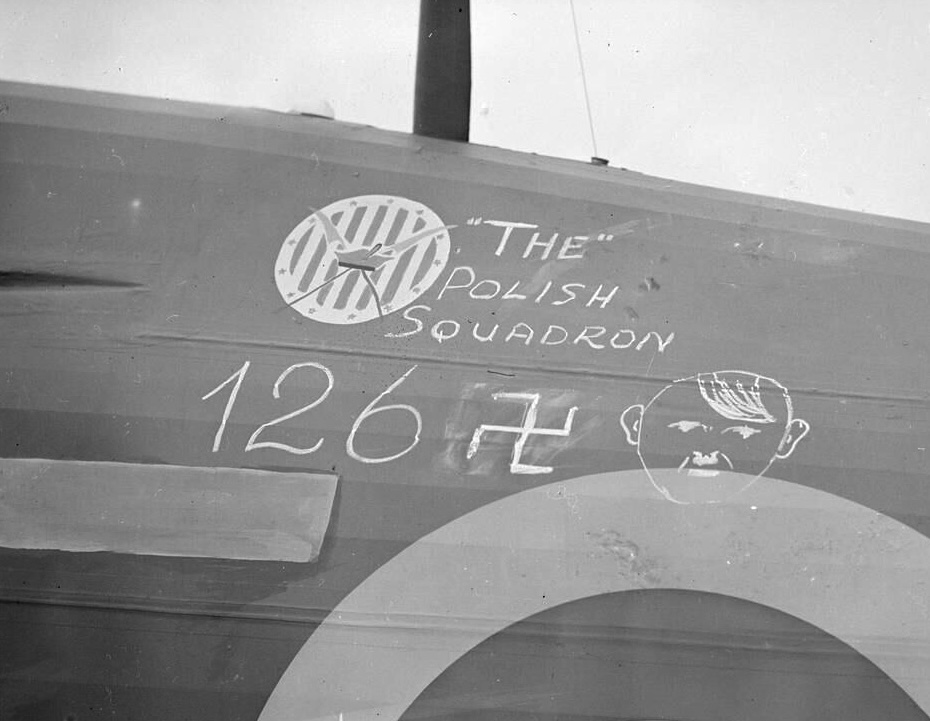
第303中队在不列顛戰役击坠126架德军战机的纪念涂鸦，绘制在一架颶風戰鬥機上。

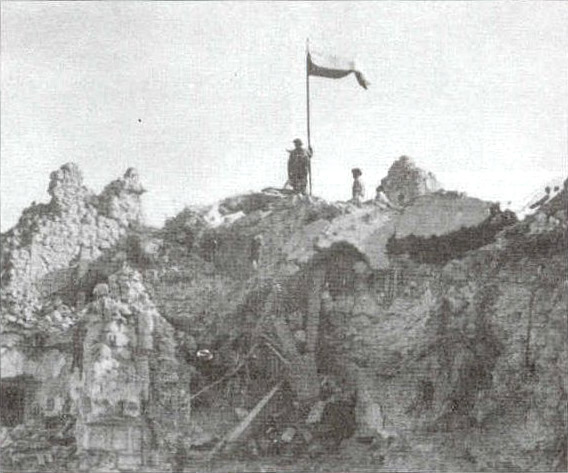
1944年5月，波兰第2军占领卡西诺修道院后在废墟上升起波兰国旗。

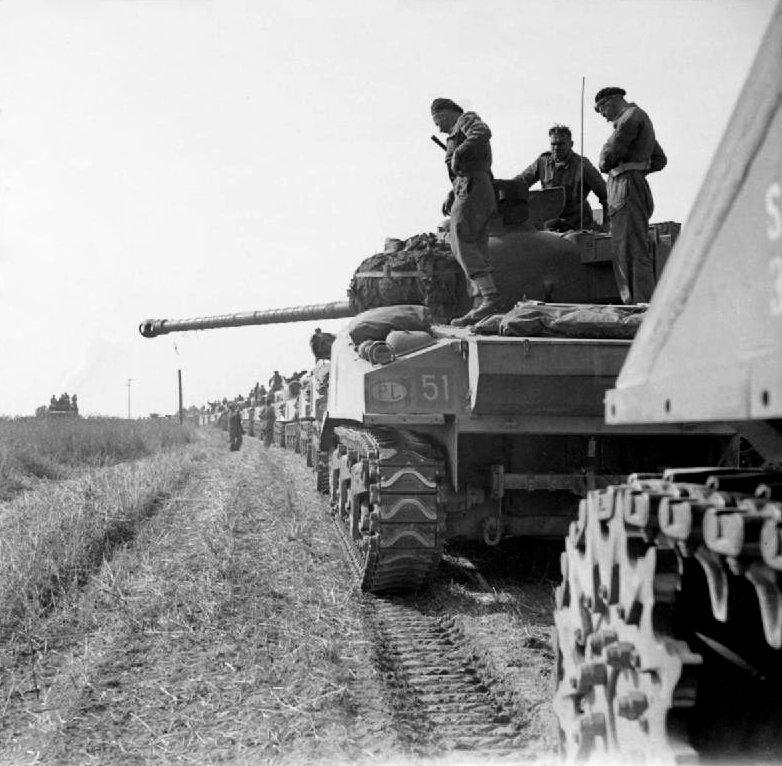
1944年霸王行动中的波蘭第1裝甲師

英国的波兰战斗机中队：
- 第300“马佐夫舍”波兰轰炸机中队（英语：No. 300 "Masovia" Polish Bomber Squadron） (Ziemi Mazowieckiej)
- 第301“波美拉尼亚”波兰轰炸机中队（英语：No. 301 "Pomerania" Polish Bomber Squadron） (Ziemi Pomorskiej)
- 第302“波兹南”波兰战斗机中队（英语：No. 302 Polish Fighter Squadron） (Poznański)
- 第303“柯斯丘什科”波兰战斗机中队（英语：No. 303 "Kościuszko" Polish Fighter Squadron） (Warszawski imienia Tadeusza Kościuszki)
- 第304“西里西亚-波尼亚托夫斯基”波兰轰炸机中队（英语：No. 304 "Silesia" Polish Bomber Squadron） (Ziemi Śląskiej imienia Ksiecia Józefa Poniatowskiego)
- 第305“大波兰-毕苏斯基”波兰轰炸机中队（英语：No. 305 "Greater Poland" Polish Bomber Squadron） (Ziemi Wielkopolskiej imienia Marszałka Józefa Piłsudskiego)
- 第306“托伦”波兰战斗机中队（英语：No. 306 Polish Fighter Squadron） (Toruński)
- 第307“利沃夫”波兰战斗机中队（英语：No. 307 "City of Lwów" Polish Fighter Squadron） (Lwowskich Puchaczy)
- 第308“克拉科夫”波兰战斗机中队（英语：No. 308 "City of Kraków" Polish Fighter Squadron） (Krakowski)
- 第309“切维恩”波兰战斗机-侦察机中队（英语：No. 309 Polish Fighter-Reconnaissance Squadron） (Ziemi Czerwieńskiej)
- 第315“登布林”波兰战斗机中队（英语：No. 315 Polish Fighter Squadron） (Dębliński)
- 第316“华沙”波兰战斗机中队（英语：No. 316 Polish Fighter Squadron） (Warszawski)
- 第317“维尔纽斯”波兰战斗机中队（英语：No. 317 Polish Fighter Squadron） (Wileński)
- 第318“格但斯克”波兰战斗机-侦察机中队（英语：No. 318 Polish Fighter-Reconnaissance Squadron）  (Gdański)
- 第663波兰炮兵观测中队（英语：No. 663 Squadron RAF）——为波兰炮兵提供观测支援
- 波兰战斗队（英语：Polish Fighting Team） (Skalski's Circus)——附属于英国皇家空军第145中队（英语：No. 145 Squadron RAF）
- 第138特别任务中队波兰C小队
- 第1586波兰特别任务小队

|          | 1940      | 1941 | 1942 | 1943 | 1944 | 1945 | 总计     |
| 击毁     | 266 1/6   | 202  | 90   | 114¾ | 103  | 38½  | 769 5/12 |
| 疑似击毁 | 38        | 52   | 36   | 42   | 10   | 2    | 177      |
| 击伤     | 43⅔ + 3/5 | 60½  | 43   | 66   | 27   | 18   | 252 1/6  |

### 海军
在战争前夕，波蘭海軍主要军舰中的大部分部队——三艘驱逐舰在北京行動中前往英国避险，后来与英國皇家海軍共同作战。在二战的一些阶段，波兰海军由两艘巡洋舰和一些小型舰艇构成。英国海军有一些舰船和潜艇因缺乏受训的英国船员无法使用，被赠予波兰海军。波兰海军参与了盟军海军的很多重大任务：在击沉俾斯麦号战列舰的行动中，波兰海军的驱逐舰“霹雳”号是第一艘发现俾斯麦号行踪的盟军军舰。战时的波兰海军共有27艘舰艇，包括两艘巡洋舰、9艘驱逐舰、5艘潜艇和11艘鱼雷艇；总计航行120万海里，护送船队787次，执行1,162次作战与巡逻任务，击沉7艘水面舰艇、5艘潜水艇和41艘商船，击伤16艘水面舰艇和8艘潜艇，击落飞机20架。超过4,000人在波兰海军服役，其中450人阵亡。
- 巡洋舰：

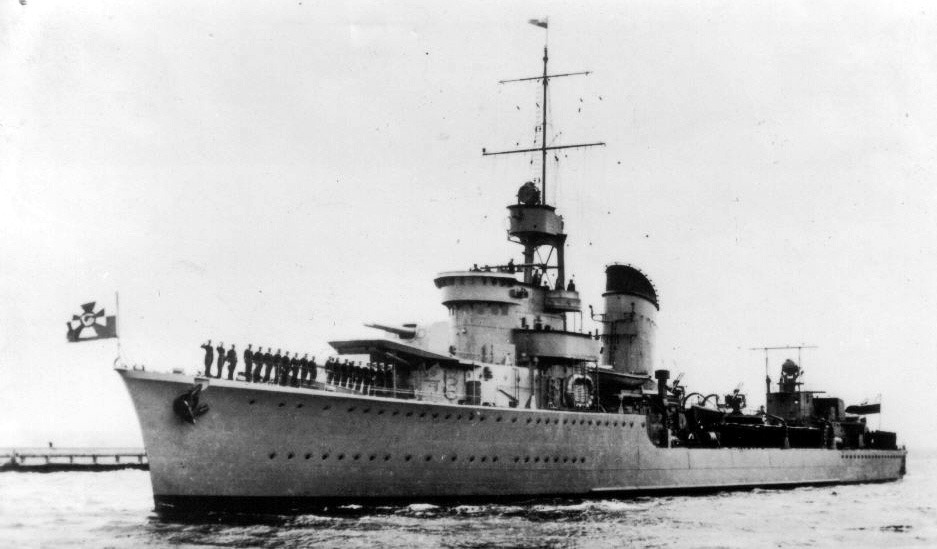
波兰海军雷霆号驱逐舰(波兰)（ORP Grom）。

  - “龙骑兵”号 （ORP Dragon），原为英国达那厄级巡洋舰“龙”号（英语：Danae-class cruiser）（HMS Dragon）
  - “康拉德”号（ORP Conrad），原为英国达那厄级巡洋舰“达那厄”号（HMS Danae）
- 驱逐舰：
  - “烈风”号（ORP Wicher），烈风级驱逐舰（英语：Wicher-class destroyer），1939年沉没
  - “风暴”号（ORP Burza），烈风级驱逐舰
  - “雷霆”号（英语：ORP Grom (1936)）（ORP Grom），雷霆级驱逐舰（英语：Grom-class destroyer），1940年沉没
  - “闪电”号（ORP Błyskawica），雷霆级驱逐舰
  - “加兰德”号（ORP Garland），原英国G级驱逐舰“加兰德”号（HMS Garland）
  - “暴风”号（ORP Orkan），原英国M级驱逐舰“密耳弥冬”号（英语：L and M-class destroyer）（HMS Myrmidion），1943年沉没
  - “飓风”号（ORP Ouragan），原法国暴风雪级驱逐舰“飓风”号，1941年移交自由法国
  - “霹雳”号（英语：ORP Piorun (G65)）（ORP Piorun），原英国N级驱逐舰“奈莉莎”号（英语：J-, K- and N-class destroyer）（HMS Nerissa）
- 护卫驱逐舰：
  - “克拉科夫人”号（英语：ORP Krakowiak (L115)）（ORP Krakowiak），原英国猎级驱逐舰“西尔弗顿”号（英语：Hunt-class destroyer）（HMS Silverton）
  - “库亚维人”号（英语：ORP Kujawiak (L72)）（ORP Kujawiak），原英国猎级驱逐舰“奥克利”号（HMS Oakley）
  - “西里西亚人”号（英语：ORP Ślązak (L26)）（ORP Ślązak），原英国猎级驱逐舰“贝德尔”号（HMS Bedale）
- 潛艇：
  - “雕”号（英语：ORP Orzeł (1938)）（ORP Orzeł），雕级潜艇（英语：Orzeł-class submarine），1940年失踪
  - “秃鹫”号（英语：ORP Sęp (1938)）（ORP Sęp），秃鹫级潜艇，羁押于瑞典
  - “鹰”号（ORP Jastrząb），原美国海军S级潜艇S-25，经租借法案移交英国海军后转租波兰海军
  - “狼”号（英语：ORP Wilk (1929)）（ORP Wilk），狼级潜艇（英语：Wilk-class submarine），1942年转预备役
  - “猞猁”号（ORP Ryś），狼级潜艇，羁押于瑞典
  - “斑猫”号（ORP Żbik），狼级潜艇，羁押于瑞典
  - “野猪”号（英语：ORP Dzik (P52)）（ORP Dzik），原英国U级潜艇P-52（英语：British U-class submarine），1942–1946年服役于波兰海军
  - “猎隼”号（英语：ORP Sokół (1940)）（ORP Sokol），原英国U级潜艇“豪猪”号（HMS Urchin），1941–1945年服役于波兰海军
- 重型布雷艇：
  - “狮鹫”号（英语：ORP Gryf (1936)）（ORP Gryf），1939年沉没
- 轻型布雷艇("ptaszki"，即“鸟”)：
  - “燕”号（ORP Jaskółka），1939年沉没
  - “海鸥”号（ORP Mewa）
  - “燕鸥”号（ORP Rybitwa）
  - “田凫”号（ORP Czajka）
  - “鹤”号（ORP Żuraw）
  - “鹭”号（波兰语：ORP Czapla (1938)）（ORP Czapla）
- 波兰内河舰队（英语：Polish River Fleet）

以上名单未包括属于波兰海军的数艘小型船只、运输船、商船队辅助船只、以及巡逻艇等。波兰商船队为盟军运输船队贡献了137,000吨容積總噸的运力，在战争期间损失18艘船（容积总吨76,000吨），超过200名水手丧生。

## 波兰东方军团

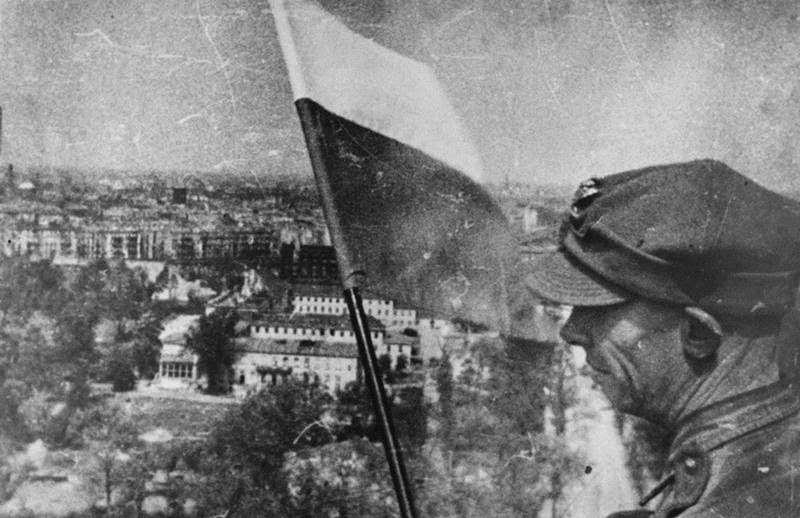
1945年5月2日，柏林胜利纪念柱上升起波兰国旗。

总体而言，在东线的波兰部队分为两个系统。其一是忠于波蘭流亡政府的安德斯军团，成立于1941年下半年，在德国入侵苏联之后。这支部队于1943年移交至西方盟军，成为后来的波兰第2军。此外，苏联境内剩余的波兰部队被重组为苏联控制的波兰第1军，此后在1944年扩编重组为波兰第1军团（贝林格军团）和波兰第2军团，两支部队同属波兰人民军。随着1944年苏联从纳粹手中夺取波兰，波兰人民军转为以波兰为大本营的军事组织。
巴巴羅薩行動后，斯大林在西科尔斯基-迈斯基协定中同意释放苏联战俘营中关押的数万战俘，这些战俘后来组织形成了安德斯军团。由于军团忠于波蘭流亡政府，在组建过程中屡遭苏联方阻挠，但最终仍有约4万名作战人员和7万名平民经中东抵达西方。为了动员剩余的在苏波兰士兵的潜力，同时避免这些部队像安德斯军团一样脱离苏联控制，苏联于1943年创立了波兰爱国者联盟，作为对抗波蘭流亡政府的苏联傀儡政权。同时还成立了一支对应救国军的亲苏军队——波兰人民军，在战争结束时达到了约20万人的规模。苏联另外建立了游击队组织“人民军”（Armia Ludowa），在战争末期整合入波兰人民军。东线战场上由苏联指挥的波兰部队包括波兰第1、第2、第3军团（第2、3军团后来合并）与波兰人民空军，共计10给步兵师、5个装甲旅和4个航空师。
波兰第1军团被整合入白俄罗斯第1方面军，1944年随方面军自苏联进入波兰。当德国镇压华沙起义时，波兰第1军团被苏联方面命令守卫阵地，未能向华沙进军。该部队参加了比得哥什、科沃布热格（科尔贝格）、格但斯克（但泽）与格丁尼亚的作战，在1944年末至1945年初损失了2万名士兵。 1945年4月至5月，波兰第1军团参与了柏林戰役。波兰第2军团作为乌克兰第1方面军的部队作战，参与了布拉格攻勢。在欧洲战场的最后阶段，波兰人民军的部队共损失约3万2千人。

## 德军中的波兰人
战前的波兰是一个多民族国家，其中波兰族裔占总人口的68%. 在1939年前具备波兰公民身份的人中，约有50万波兰公民被征入德军。其中大多为德裔波兰人，为纳粹机构认同的德意志裔人。1939年波蘭戰役期间，德裔波兰人创立了准军事组织“德意志裔自卫队”，积极援助德占波兰地区的德国部队。
德军中还有被德国社会不同程度同化的波兰裔士兵，这些人是1939年9月开战之前就已是第三帝国公民的波兰裔德国人，大多集中在西里西亞、波美拉尼亞与東普魯士。波兰裔德国人和当时的其他德国公民一样需要服兵役。这些士兵对纳粹事业的忠诚程度各有差异，其中数万人在被盟军俘获后志愿加入波兰部队，仅在1944年就有15,000人加入波兰西方军团。

## 战役

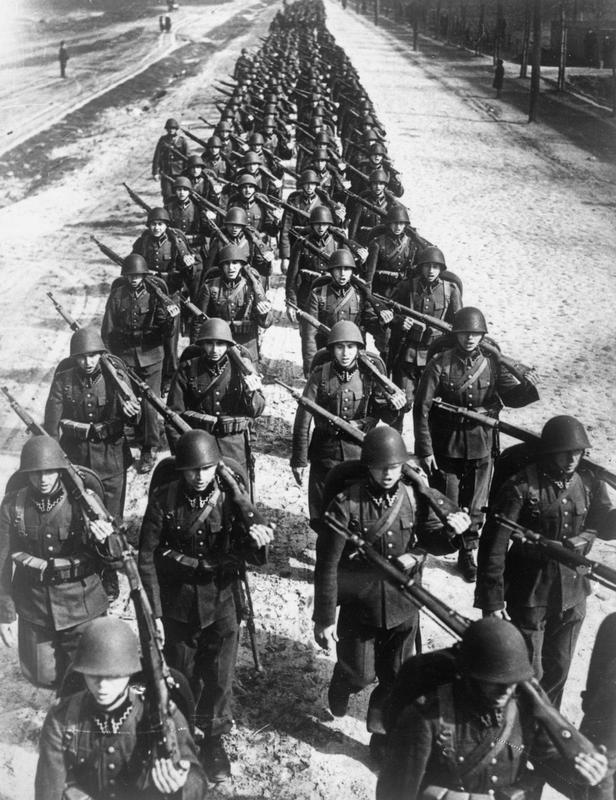
1939年的波兰步兵

波兰部队参与的主要战役：
| 战役                     | 日期                         | 地点            | 波兰方 | 敌对方                                                           | 战果                                                      |
| 波蘭戰役 (1939)          | 波蘭戰役 (1939)              | 波蘭戰役 (1939) | 波蘭戰役 (1939) | 波蘭戰役 (1939)                                                  | 波蘭戰役 (1939)                                           |
| ------------------------ | ---------------------------- | --------------- | --- | ---------------------------------------------------------------- | --------------------------------------------------------- |
| 波蘭戰役                 | 1939年9月1日至10月6日        | 波兰            | 波兰 | 德意志國 苏联 斯洛伐克                                           | 失败                                                      |
| 西盤半島戰役             | 1939年9月1日至7日            | 波兰            | 波兰 | 德意志國 但泽自由市                                              | 失败                                                      |
| 莫科拉战役               | 1939年9月1日                 | 波兰            | 波兰 | 德意志國                                                         | 胜利                                                      |
| 边境战役                 | 1939年9月1日至4日            | 波兰            | 波兰 | 德意志國                                                         | 失败                                                      |
| 突袭弗斯霍瓦             | 1939年9月2日                 | 納粹德國        | 波兰 | 德意志國                                                         | 胜利                                                      |
| 威兹那战役               | 1939年9月7日至10日           | 波兰            | 波兰 | 德意志國                                                         | 失败                                                      |
| 华沙围城战               | 1939年9月8日至28日           | 波兰            | 波兰 | 德意志國                                                         | 失败                                                      |
| 布楚拉戰役               | 1939年9月9日至19日           | 波兰            | 波兰 | 德意志國                                                         | 失败                                                      |
| 利沃夫战役               | 1939年9月12日至22日          | 波兰            | 波兰 | 德意志國 苏联                                                    | 失败                                                      |
| 马佐夫舍地区托马舒夫战役 | 1939年9月17日至26日          | 波兰            | 波兰 | 德意志國                                                         | 失败                                                      |
| 维尔纽斯战役             | 1939年9月18日至19日          | 波兰            | 波兰 | 苏联                                                             | 失败                                                      |
| 格罗德诺战役             | 1939年9月20日至24日          | 波兰            | 波兰 | 苏联                                                             | 失败                                                      |
| 斯札克战役               | 1939年9月28日                | 波兰            | 波兰 | 苏联                                                             | 胜利                                                      |
| 科克战役                 | 1939年10月2日至5日           | 波兰            | 波兰 | 德意志國                                                         | 失败                                                      |
| 波兰西方军团 (1939–1945) |                              |                 | |                                                                  |                                                           |
| 大西洋海战               | 1939年9月3日 - 1945年5月8日  | 大西洋          | 英国 美国 · （1941年起） 加拿大 波兰 挪威 荷兰 比利时 法国 · （1940年之前） 自由法國 · （1940年起） 巴西 （1942年起）                      | 德意志國 義大利王國 （1943年之前）                               | 胜利                                                      |
| 挪威戰役                 | 1940年4月9日至6月10日        | 挪威            | 挪威 英国 法国 波兰 | 德意志國                                                         | 失败                                                      |
| 纳尔维克战役             | 1940年4月9日至6月8日         | 挪威            | 挪威 英国 法国 波兰 | 德意志國                                                         | 波兰独立高地旅参战；盟军取得海战和陆战胜利，后来主动撤退  |
| 法國戰役                 | 1940年5月10日至6月25日       | 法国            | 法国 比利时 荷蘭 英国 加拿大 波兰 捷克斯洛伐克 盧森堡                                                                                      | 德意志國 義大利王國                                              | 失败                                                      |
| 敦刻尔克战役             | 1940年5月26日至6月4日        | 法国            | 英国 加拿大 法國 波兰 比利时 荷蘭 | 德意志國                                                         | 撤退                                                      |
| 不列顛戰役               | 1940年7月10日至10月31日      | 英国上空        | 英国 加拿大以及下列地方的飞行员： 波兰 捷克斯洛伐克 新西兰 南非聯邦 自由法國 挪威 美国 愛爾蘭 南羅德西亞 牙买加 巴巴多斯 纽芬兰 北羅德西亞 | 德意志國 意大利                                                  | 胜利                                                      |
| 北非战役                 | 1940年6月10日至1943年5月13日 | 北非            | 英国 加拿大 新西兰 南非聯邦 南羅德西亞 印度 美国 波兰 捷克斯洛伐克 自由法國 希臘                                                           | 意大利 德意志國 维希法国                                         | 胜利                                                      |
| 托布魯克圍城戰           | 1941年4月10日至11月27日      | 意属利比亚      | 波兰 捷克斯洛伐克 英国 英属印度 | 德意志國 義大利王國                                              | 胜利                                                      |
| 击沉俾斯麦号             | 1941年5月26日至27日          | 大西洋          | 英国 波兰 | 德意志國                                                         | 胜利                                                      |
| 十字军行动               | 1941年11月18日至12月30日     | 意属利比亚      | 英国 英属印度 新西兰 南非 波兰 捷克斯洛伐克                                                                                                | 德意志國 義大利王國                                              | 胜利                                                      |
| 迪耶普戰役               | 1942年8月19日                | 法国            | 加拿大 英国 美国 自由法國 波兰 | 德意志國                                                         | 失败                                                      |
| 意大利战役               | 1943年7月10日至1945年5月2日  | 意大利          | 英国 美国 加拿大 新西兰 波兰 荷兰 比利时 自由法國 巴西 捷克斯洛伐克 挪威 希腊 印度 意大利联合交战陆军 · （1943年9月起） 意大利抵抗运动     | 德意志國 意大利 （1943年9月前） 意大利社會共和國 （1943年9月起） | 胜利                                                      |
| 卡西諾戰役               | 1944年1月17日至5月18日       | 意大利          | 英国 波兰 美国 加拿大 自由法國 新西兰 南非聯邦 印度 意大利联合交战陆军                                                                     | 德意志國 意大利社會共和國                                        | 波兰第2军以惨痛伤亡攻陷卡西诺修道院废墟，标志战役最终胜利 |
| 诺曼底登陆作战           | 1944年6月6日                 | 法国            | 英国 美国 加拿大 新西兰 波兰 荷兰 比利时 自由法國 捷克斯洛伐克 挪威 丹麦 希腊 卢森堡                                                       | 德意志國                                                         | 胜利                                                      |
| 诺曼底战役               | 1944年6月6日至8月30日        | 法国            | 英国 美国 加拿大 新西兰 波兰 荷兰 比利时 自由法國 捷克斯洛伐克 挪威 希腊 卢森堡                                                            | 德意志國                                                         | 胜利                                                      |
| 安科納戰役               | 1944年6月16日至7月18日       | 意大利          | 波兰 英国 | 德意志國                                                         | 胜利                                                      |
| 總計行動                 | 1944年8月8日至9日            | 法国            | 加拿大 波兰 英国 | 德意志國                                                         | 胜利                                                      |
| 法萊茲包圍戰             | 1944年8月12日至21日          | 法国            | 英国 美国 加拿大 波兰 自由法國 | 德意志國                                                         | 胜利                                                      |
| 溫順行動                 | 1944年8月14日至21日          | 法国            | 加拿大 波兰 英国 | 德意志國                                                         | 胜利                                                      |
| 齐格飞防线战役           | 1944年8月25日至1945年3月7日  | 法国/德国       | 英国 美国 加拿大 波兰 法国临时政府 | 德意志國                                                         | 胜利                                                      |
| 262高地                  | 1944年8月12日至21日          | 法国            | 波兰 | 德意志國                                                         | 胜利                                                      |
| 市場花園行動             | 1944年9月17日至25日          | 荷兰/德国       | 英国 美国 加拿大 波兰 荷兰抵抗运动 | 德意志國                                                         | 失败                                                      |
| 阿纳姆战役               | 1944年9月17日至26日          | 荷兰            | 英国 波兰 | 德意志國                                                         | 失败                                                      |
| 斯海爾德河戰役           | 1944年10月2日至11月8日       | 比利时/荷兰     | 英国 美国 加拿大 波兰法国临时政府 比利时 荷蘭 挪威                                                                                         | 德意志國                                                         | 胜利                                                      |
| 哥德防線                 | 1944年8月下旬 - 1945年3月初  | 意大利          | 英国 美国 加拿大 波兰 英属印度 新西兰 南非 巴西 希腊 意大利抵抗运动                                                                        | 德意志國                                                         | 非决定性                                                  |
| 中歐會戰                 | 1945年3月22日至5月8日        | 德国            | 美国 英国 加拿大 法国临时政府 波兰 挪威 丹麦 荷蘭 比利时                                                                                   | 德意志國 匈牙利                                                  | 胜利                                                      |
| 葡萄彈行動               | 1945年4月6日至5月2日         | 意大利          | 美国 英国 波兰 意大利 巴西 英属印度 新西兰 南非                                                                                            | 德意志國 意大利社會共和國                                        | 胜利                                                      |
| 博洛尼亚战役             | 1945年4月9日至21日           | 意大利          | 波兰 英国 美国 意大利 巴西 | 德意志國                                                         | 胜利                                                      |
| 波兰东方军团 (1943–1945) |                              |                 | |                                                                  |                                                           |
| 列尼诺战役               | 1943年10月12日至13日         | 苏联 (白俄罗斯) | 苏联 波兰 | 德意志國                                                         | 非决定性                                                  |
| 巴格拉基昂行動           | 1944年6月22日至8月19日       | 苏联/波兰       | 苏联 波兰 | 德意志國                                                         | 胜利                                                      |
| 利沃夫-桑多梅日攻勢      | 1944年7月13日至8月29日       | 乌克兰/波兰     | 苏联 波兰地下国 | 德意志國 匈牙利                                                  | 胜利                                                      |
| 盧布林–布列斯特攻勢      | 1944年7月18日至8月2日        | 白俄罗斯/波兰   | 苏联 波兰 | 德意志國 罗马尼亚王国                                            | 胜利                                                      |
| 斯图齐安济战役           | 1944年8月9日至16日           | 波兰            | 苏联 波兰 | 德意志國                                                         | 胜利                                                      |
| 維斯瓦河-奧德河攻勢      | 1945年1月12日至2月2日        | 波兰            | 苏联 波兰 | 德意志國                                                         | 胜利                                                      |
| 波兹南战役               | 1945年1月24日至2月23日       | 波兰            | 苏联 波兰 | 德意志國 匈牙利                                                  | 胜利                                                      |
| 東波美拉尼亞攻勢         | 1945年2月24日至4月4日        | 波兰/德国       | 苏联 波兰 | 德意志國                                                         | 胜利                                                      |
| 科堡战役                 | 1945年3月4日至18日           | 德国            | 苏联 波兰 | 德意志國                                                         | 胜利                                                      |
| 柏林戰役                 | 1945年4月16日至5月2日        | 德国            | 苏联 波兰 | 德意志國                                                         | 胜利                                                      |
| 施勞弗高地戰役           | 1945年4月16日至19日          | 德国            | 苏联 波兰 | 德意志國                                                         | 胜利                                                      |
| 包岑战役                 | 1945年4月21日至30日          | 德国            | 苏联 波兰 | 德意志國                                                         | 胜利                                                      |
| 布拉格攻勢               | 1945年5月6日至11日           | 捷克斯洛伐克    | 苏联 波兰 捷克斯洛伐克抵抗运动 罗马尼亚王国 俄罗斯解放军                                                                                   | 德意志國 匈牙利 斯洛伐克                                         | 胜利                                                      |
| 地下活动 (1939–1945)     |                              |                 | |                                                                  |                                                           |
| 胡巴尔游击队             | 1939年10月至1940年4月30日    | 波兰            | 波兰抵抗运动 | 德意志國                                                         | 失败                                                      |
| 乔尔特基夫起义           | 1940年1月21日至22日          | 波兰            | 反苏学生 | 苏联                                                             | 失败                                                      |
| 法国的波兰抵抗运动       | 1940年至1944年               | 法国            | 法國抵抗運動波兰抵抗运动 | 德意志國                                                         | 胜利                                                      |
| 扎莫希奇起义             | 1942年12月 - 1944年中期      | 波兰            | 波兰地下国由以下组织援助： 苏联游击队 | 德意志國                                                         | 胜利                                                      |
| 猎头行动                 | 1943年至1944年               | 波兰            | 波蘭地下國 | 德意志國                                                         | 针对纳粹官员的一系列刺杀行动；部分成功                    |
| 華沙猶太區起義           | 1943年4月19日至5月16日       | 波兰            | 猶太戰鬥組織 犹太军事联盟由以下组织援助： 波兰地下国 人民卫队                                                                              | 德意志國                                                         | 失败                                                      |
| 腰带行动                 | 1943年8月20日至21日          | 波兰            | 波兰地下国 | 德意志國                                                         | 胜利                                                      |
| 风暴行动                 | 1944年1月至10月              | 波兰            | 波兰地下国 | 德意志國                                                         | 部分成功                                                  |
| 穆罗瓦纳奥日缅卡战役     | 1944年5月13日至14日          | 波兰/白俄罗斯   | 波兰地下国 | 立陶宛国土防卫军                                                 | 胜利                                                      |
| 波日托维山战役           | 1944年6月14日至15日          | 波兰            | 波兰地下国 苏联游击队 | 德意志國                                                         | 胜利                                                      |
| 奥苏西战役               | 1944年6月25日至26日          | 波兰            | 波兰地下国 | 德意志國                                                         | 失败                                                      |
| 险门行动                 | 1944年7月7日至15日           | 波兰/立陶宛     | 波兰地下国 苏联 | 德意志國                                                         | 战术胜利                                                  |
| 利沃夫起义               | 1944年7月23日至27日          | 波兰/乌克兰     | 波兰地下国 | 德意志國                                                         | 胜利                                                      |
| 华沙起义                 | 1944年8月1日至10月2日        | 波兰            | 波兰地下国 波兰东方军团仅提供空投支援： 英国 美国 南非有限支援： 苏联                                                                      | 德意志國                                                         | 失败                                                      |
| 库里沃夫卡战役           | 1945年5月7日                 | 波兰            | 波兰地下国 | 苏联                                                             | 胜利                                                      |
| 突袭伦贝托夫区NKVD集中营 | 1945年5月21日                | 波兰            | 波兰地下国 | 苏联                                                             | 胜利                                                      |
| 奥古斯图夫逮捕行动       | 1945年7月20日至25日          | 波兰            | 波兰地下国 | 苏联 波兰人民共和国                                              | 失败                                                      |

## 技术

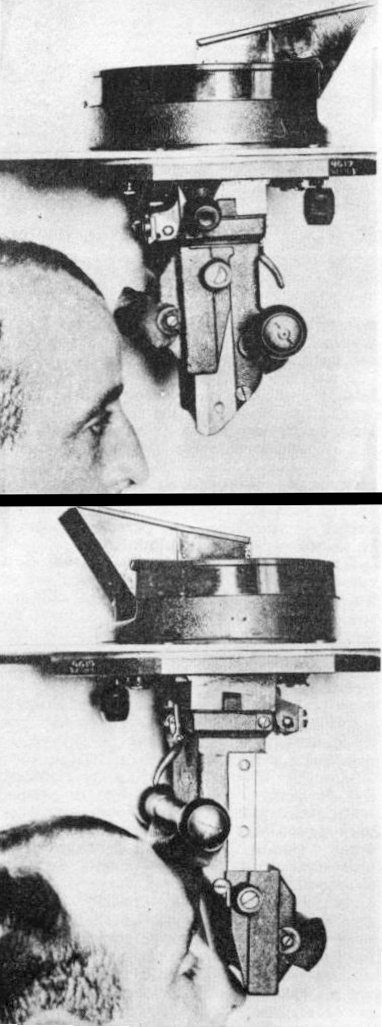
波兰发明家鲁道夫·君德拉赫发明的维克斯Mk.IV坦克潜望镜，最早配备于波兰7TP坦克中。

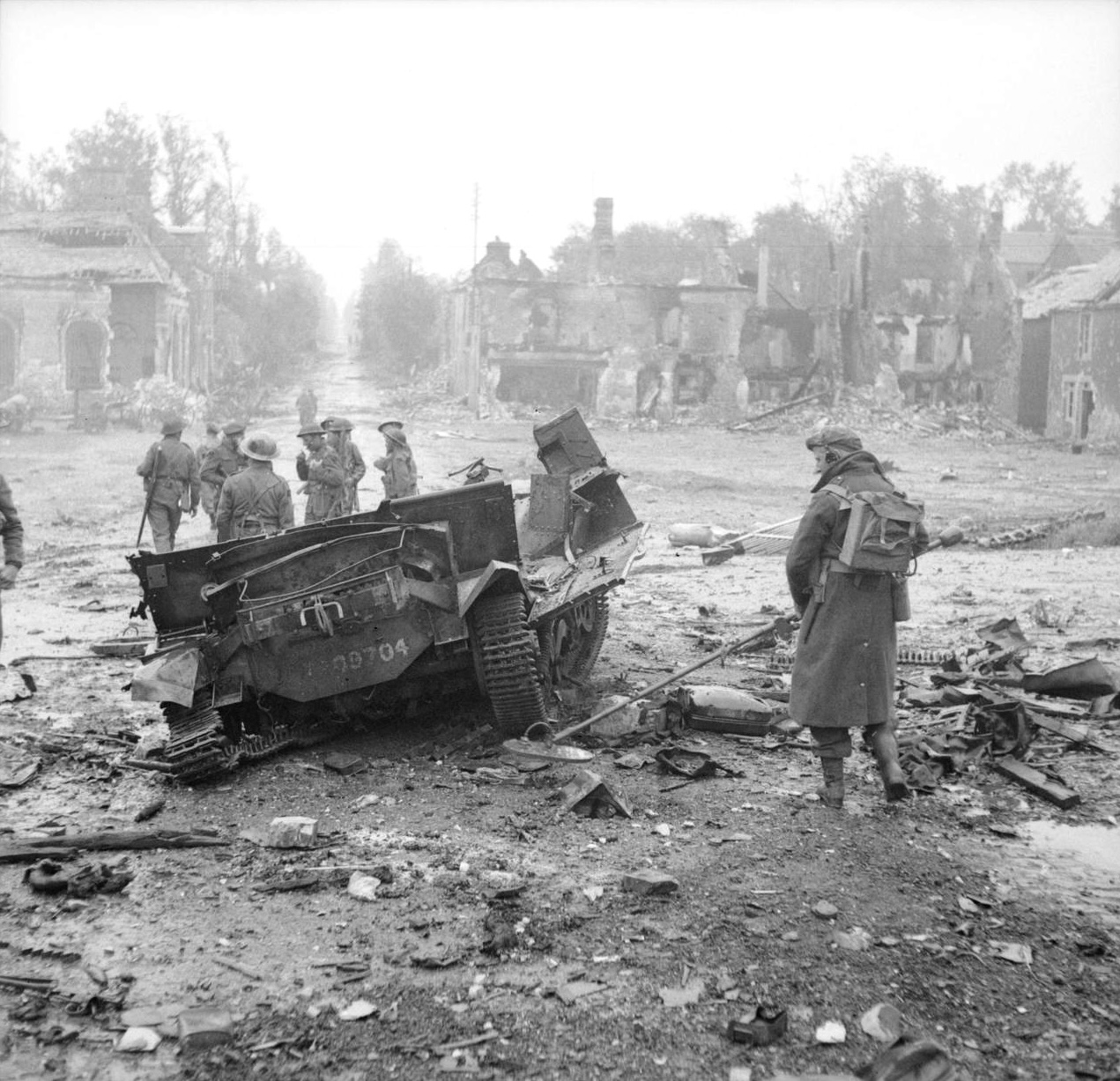
法国瑟莱河畔蒂利一辆被地雷炸毁的通用載具旁，士兵使用约瑟夫·科萨斯基发明的波兰探雷器探测地雷。照片拍摄于1944年6月。

- 波兰人约瑟夫·科萨斯基（英语：Józef Kosacki）发明的地雷探测器被称作“波兰探雷器（英语：Polish mine detector）”。盟军在整个二战期间生产了数十万台波兰探雷器及其改进型，在二战的各个战场广为使用。
- 维克斯Mk.IV坦克潜望镜（英语：Vickers Tank Periscope MK.IV）是第一款可360度观察的坦克潜望镜，最初由波兰工程师鲁道夫·君德拉赫（英语：Rudolf Gundlach）发明，并在1936年以“君德拉赫旋转潜望镜”（Gundlach Peryskop obrotowy）的名称注册专利。[59]该潜望镜最初安装于7TP坦克和TKS小坦克等波兰坦克中，后来英国购买了该设计的专利。大多数的二战坦克都用到了这款潜望镜，譬如英国的十字军坦克、丘吉尔坦克、瓦伦丁坦克和克伦威尔坦克；美国的M4谢尔曼坦克；以及苏联的T-34坦克等。在战争后期，德国人也大量使用该潜望镜设计。
- ViS wz. 35手槍是一款9毫米口径半自动单动手枪，因其产地又被称做“拉多姆手枪”（Radom）。该枪在1935年成为波兰陆军的制式手枪。德国人在占领波兰后掌握了该枪的设计，并自1939年至1945年制造了312,000–380,000支拉多姆手枪。拉多姆手枪以“9毫米35(p)型手枪”（Pistole 35(p)）的名称装备德国伞兵和警察。
- PZL.37 “马鹿”（英语：PZL.37 Łoś）是波兰的一款双引擎中型轰炸机，由华沙PZL（英语：PZL）工厂的耶日·东布罗夫斯基（英语：Jerzy Dąbrowski）设计于1930年代中期。1939年波兰战役期间该机被用于执行任务。该机的翼型阻力低，具有接近层流翼的性质，[60][61]是二战期间全世界最为先进的轰炸机型之一。
- 施维扬特斯基投弹槽（英语：Swiatecki bomb slip）是一款投弹装置，以其发明人瓦迪斯瓦夫·施维扬特斯基（英语：Władysław Świątecki）命名，1926年在波兰等国获得专利。[62][63]该投弹装置的部分设计被应用于波兰PZL.37（英语：PZL.37 Łoś）轰炸机中。1940年英国接管了施维扬特斯基炸投弹槽的设计，并在兰开斯特轰炸机上使用。1943年，波兰工程师耶日·鲁德利斯基（英语：Jerzy Rudlicki）开发了该投弹装置的升级版，在美国的B-17轰炸机上使用。[64]
- Wz. 35反坦克步枪（英语：Wz. 35 anti-tank rifle）是一款由约瑟夫·马洛谢科（Józef Maroszek）秘密开发的7.92毫米反坦克步槍，曾在波兰战役中由波蘭陸軍使用过。该枪是毛瑟步枪的后续发展型，使用特制的7.92毫米弹药（英语：DS 7.92），枪口初速超过1000米每秒。该枪射程为300米，可在100米范围内对德军当时使用的所有坦克造成有效打击——包括德国的一号、二号与三号坦克，以及捷克造的LT-35与LT-38坦克。
- 二战期间，盟军迫切需要掌握纳粹德国海军使用的高频无线电通讯的发射方位。然而，开发一套可在舰船上使用的高频无线电定位系统需要面对许多技术问题，尤其是舰船的上层建筑会影响收到的无线电信号的波前。波兰工程师瓦茨瓦夫·斯特鲁申斯基（英语：Wacław Struszyński）解决了这些工程设计难题，并率领团队为英国海军部信号机构（英语：Admiralty Signal Establishment）研发了第一套实用的船载无线电定位系统。该定位系统被用于护卫船队，对于定位德国U型潜艇十分有效。[65]瓦茨瓦夫·斯特鲁申斯基（英语：Wacław Struszyński）的父亲是波兰抵抗组织成员马赛利·斯特鲁申斯基（英语：Marceli Struszyński）教授，他分析了V-2火箭的燃料，并将其配方送至英国。
- 1940年，波兰工程师亨利克·马格努斯基（英语：Henryk Magnuski）以射频总工程师（英语：Radio-frequency engineering）的身份参与SCR-300无线电台（英语：SCR-300）的设计工作。这款电池供电的便携式步兵电台被盟军大量装备，英文的“对讲机”一词（Walkie-talkie）便来自美国军方关于该电台的操作技术指南。[66]

### 武器
逃离德国占领区的波兰工程师为战争期间的武器研发做出了贡献。一支由波兰人、捷克人和英国人组成的团队设计了博尔斯登20毫米机炮。该机炮是厄利孔20毫米机炮的衍生版，在同等的防空效果下简化了生产难度、降低了生产成本。
波兰救国军可能是二战期间唯一大规模生产武器和弹药的抵抗组织。除了生产战前型号的武器，救国军在二战期间还自造了闪电冲锋枪、貝霍維茨-1衝鋒槍、KIS冲锋枪、波兰式斯登全自動手槍、以及“菲利宾卡”和“西多罗夫卡”手榴弹。华沙起义期间，波兰工程师制造了多辆装甲车, 其中包括两次进攻华沙大学德军军营的“库布什”号装甲车。

## 注解
a ^ 有许多来源声称波兰军队是盟军中的第四或第五大部队。波蘭歷史學家休伯特·波奇克（Hubert Poetschke）寫到“儘管缺乏經濟資源和人力，波蘭仍設法組織了第五大的盟軍部隊。” 英國歷史學家大衛·威廉森（David G. Williamson）寫到“儘管面臨了慘敗，波蘭仍在第二次世界大戰中組織出了第五大盟軍部隊。” 美国历史学家史蒂芬·萨洛加（Steven J. Zaloga）写道“到了战争末期的波兰军队是盟军中的第四大势力，仅次于苏联、美国和英国的武装力量。”波兰裔美国历史学家耶日·扬·列斯基（Jerzy Jan Lerski）写道“总体而言，尽管波兰部队被分隔开来，受不同的政治势力指挥，这些部队还是构成了第四大盟军部队，是一支仅次于美国、英国和苏联的军队。”美国历史学家M.K.捷万诺夫斯基（M. K. Dziewanowski）提到“如果将东线和西线的波兰部队和波兰的抵抗力量加和到一起，波兰会拥有战争期间第四大的盟军部队。（前三为苏联、美国和英国）”。
这一“第四大盟军”的说法需要结合具体的时代背景。1939年9月战争爆发时，波兰陆军是盟军中的第二大部队；其规模在全欧洲列第4位，次于法国、德国和苏联，高于英国。在法國戰役爆发前，波兰在法国的军队有75,000人。
法国沦陷后，法军的人数在很长时间内低于波兰部队。 1940年6月法国沦陷后，自由法国只有一支位于英国的3,000人部队，在当年年底增长至7,000人。而波兰撤离了大约19,000到35,000人。到了1940年末，波兰第1军约有14,000人，在中东的波兰部队约有3,000人；这一统计还未计入约4,000人的波兰空军机组人员，以及波兰海军人员。 1942年，法国抵抗运动人数约为1万，到了1943年自由法國共有约7万人的部队。直到诺曼底登陆和法国解放之后，法军的人数才剧增至55万人，从而超过了西线的波兰部队；但法军此时的人数仍未超过东线、西线与波兰游击队的人员总和。 直到在入侵德意志南部后，法军人数增加至130万人，取代波兰成为第四大欧洲盟军部队。
波兰东方和西方军团的总人数约有70万人，其中约50万人在西线， 20万人在东线。波兰的抵抗组织人数据估计超过40万人。考虑到征兵人数随战争进程增加，而抵抗组织人数在风暴行动后下降，为盟军效力的波兰部队最多可能达到100万人左右。
b ^ 不同资料来源对于二战期间“最大规模的抵抗运动”有不同的说法，而随着战争的发展，有些抵抗运动日益增长，也有的逐渐衰亡。波兰大部分国土于1944-1945年从纳粹德国解放，反纳粹游击队的活动随即中止，但所谓的“被诅咒的士兵”之后又继续抵抗苏联。有多个来源指出波兰救国军是纳粹占领区中最大规模的抵抗组织：诺曼·戴维斯写道“波兰救国军可以说是规模最大的欧洲抵抗运动”；马克·魏曼（Mark Wyman）的著作也表达了类似观点；格列戈·达拉斯（Gregor Dallas）写道“1943年末的救国军达到了40万人，成为欧洲最大的抵抗组织”；直到1941年，波兰救国军都是欧洲最大的抵抗组织。随着德国入侵南斯拉夫与苏联，苏联和南斯拉夫的游击队人数剧增，苏联游击队的人数很快就接近了波兰抵抗组织。在战争早期（1941-1942年），铁托领导的的南斯拉夫游击队与波兰、苏联的游击队人数规模相当，但随着战争进行，到了1945年南斯拉夫游击队的人数已经上升至波兰和苏联游击队的两倍左右。据估计，1945年南斯拉夫抵抗运动约有80万人，而1944年的苏联和波兰游击队各有约40万人。